# Macadam 3...2...1...0...
Macadam 3...2...1...0... es el segundo álbum de estudio la banda argentina de hard rock y heavy metal Riff, con temas en su autoría de Michel Peyronel (voz y batería) publicado en 1981 por Tonodisc. 
Este segundo disco de Riff fue rápidamente grabado y editado, en diciembre de 1981, a los pocos meses de la edición del primer LP, Ruedas de metal.
Reeditado en CD en 1992 por Musimundo S.A., al no tener los derechos para poder ponerle la carátula original, se le puso una carátula distinta. 
Fue remasterizado y reeditado en CD por DBN en 2006.

## Lista de canciones
| N.º   | Título                        | Escritor(es)           | Duración |  |
| 1.    | «Macadam 3...2...1...0...»    | Pappo, Michel Peyronel | 4:45     |  |
| 2.    | «Días buenos y malos»         | Pappo                  | 2:11     |  |
| 3.    | «¿Qué es un tulipán?»         | Pappo                  | 6:24     |  |
| 4.    | «Debo seguir buscando»        | Pappo                  | 5:49     |  |
| 5.    | «La dama del lago»            | Pappo                  | 4:33     |  |
| 6.    | «Ultra-velocidad»             | Pappo, Michel Peyronel | 4:39     |  |
| 7.    | «Profanador de tumbas»        | Pappo, Darío Fernández | 5:35     |  |
| 8.    | «No pasa nada en esta ciudad» | Vitico                 | 4:36     |  |
| 38:36 |                               |                        |          |  |

## Créditos

### Integrantes
- Pappo - Voz y Guitarra líder
- Boff Serafine - Guitarra rítmica
- Vitico - Bajo y Voz
- Michel Peyronel - Batería y Voz

### Producción
- Jorge Da Silva - Ingeniero de sonido
- DOY Publicidad - Arte de tapa
- Alberto Vidal - Arte de contratapa
- Mundy Epifanio - Mánager